# Otjiseru
Der Otjiseru (englisch Otjiseru River) ist ein Trockenfluss (Rivier) in Namibia. Er fließt in Richtung Norden von der Hauptstadt Windhoek in den Swakop und durchläuft dabei die Regionen Khomas und Otjozondjupa.

## Flusslauf
Der längste Fluss der namibischen Landeshauptstadt Windhoek, der Arebbusch, in welchen der Gammams mündet, speist selbst den Goreangab-Damm. Während der Arebbusch der Zufluss des Goreangab-Stausees ist, wird der größte Ausfluss Otjiseru genannt.
Der Otjiseru fließt anfangs bis zum rund 40 km² großen Daan-Viljoen-Wildpark. Anschließend ändert sich der Flussverlauf in Richtung Norden, wobei der Fluss Otjiseru am direkten Weg in den Swakop mündet. Am Flussweg in Richtung Swakop fließt er (in Reihenfolge der Flussrichtung) an den Ansiedlungen bzw. Farmen Ongos, Monte Christo, Otjisewa, Düsternbrook und Frankenhof vorbei. Bis Otjisewa verläuft der Trockenfluss parallel zur Distriktstraße D1474. Von der Region Khomas kommend, fließt er in die Region Otjozondjupa und mündet, nordwestlich der Farm Frankenhof, in den Swakop.